# Ruta Provincial 18 (Santa Fe)
La Ruta Provincial 18 es una carretera de 68 km de jurisdicción provincial, ubicada en el sur de la Provincia de Santa Fe, Argentina
Comienza en la ciudad de Rosario y finaliza en el Arroyo del Medio (Límite natural con la provincia de Buenos Aires). Conecta dicha localidad santafesina y la localidad bonaerense de Pergamino.
Anteriormente era la Ruta Nacional 178. Mediante el Decreto Nacional del año 1979 se dividió en Ruta Provincial 18 quedando en jurisdicción de la provincia de Santa Fe y Ruta Provincial 32 quedando en jurisdicción de la provincia de Buenos Aires.

## Localidades
Las ciudades y pueblos por los que pasa esta ruta de este a oeste son los siguientes (los pueblos con menos de 5.000 habitantes figuran en itálica).

### Provincia de Santa Fe
Recorrido: 72 km
- Departamento Rosario: Villa del Plata, El Caramelo, Alvear, Piñero, Alvarez, Coronel Domínguez, Uranga y Acebal.
- Departamento Constitución: Pavón Arriba, Santa Teresa y Peyrano.

## Estaciones de servicio
Las siguientes nombradas son las áreas de servicio donde se puede repostar combustible, descansar, etc. en los diferentes tramos de la Ruta Provincial 18. Ordenadas del extremo septentrional al meridional.

### Departamento Rosario
Cruce RP 18 y RN A008
- Shell

Cruce RP 18 y RN A012
- Gulf
- Puma Energy

### Departamento Constitución
Kilómetro 49 (Santa Teresa)
- Shell